# 브라힘 아슬룸
브라힘 아슬룸(프랑스어: Brahim Asloum, 1979년 1월 31일~)은 프랑스의 권투 선수이다. 2000년 하계 올림픽에서 라이트플라이급 우승을 차지으며, 프랑스 최초로 올림픽 복싱에서 금메달을 획득했다. 프로 전향 후 세계 복싱 협회(WBA) 플라이급 챔피언에 올랐다.

## 같이 보기
- 올림픽 복싱 메달리스트 목록